# Newfoundland Railway

De verbinding tussen Channel-Port aux Basques en St. John's was het kerngedeelte van de Newfoundland Railway

De Newfoundland Railway was een spoorwegnetwerk op het Canadese eiland Newfoundland dat bestond van 1898 tot 1988. Het had op haar hoogtepunt een totale lengte van 1.458 km, waarmee het het langste smalspoornetwerk van Noord-Amerika was.
De trein deed over het hoofdtraject, namelijk de ruim 880 km tussen St. John's en Channel-Port aux Basques, ruim 24 uur.

## Geschiedenis
In 1881 werd voor het eerst begonnen met de aanleg van een spoorlijn, vertrekkende vanuit St. John's, de hoofdstad van de toenmalige Kolonie Newfoundland. Onder meer onder impuls van de Schotse aannemer Robert Reid werd uiteindelijk de verbinding met Channel-Port aux Basques, in het uiterste zuidwesten van het eiland, afgewerkt in 1898.
Het spoor had groot belang daar geen enkele weg het eiland doorkruiste. Hij was vooral cruciaal voor de ontsluiting van het binnenland van Newfoundland, onder andere voor de houtkap. Tientallen dorpen en gehuchten ontstonden langs het traject.
Er werden in het oosten tussen 1909 en 1915 meerdere aftakkingen aangelegd om het netwerk te vervolledigen. Uiteindelijk waren er op enkele jaren zo ook aftakkingen voorzien die leidden naar plaatsen als Bay de Verde, Bonavista, Placentia en Trepassey.
Tijdens de Tweede Wereldoorlog speelde de Newfoundland Railway een belangrijke rol in de bevoorrading van militaire basissen, zoals de haven van Argentia en de luchthaven van Gander.
In 1949, toen het Dominion Newfoundland zich aansloot bij de Canadese Confederatie, werd het netwerk overgenomen door de Canadian National Railway.
In 1965 werd het Newfoundlandse deel van de Trans-Canada Highway (de NL-1) in gebruik genomen, waardoor het aantal treinreizigers scherp terugviel. In 1969 stopte de spoorweg daarom met algemeen personenvervoer en werd het netwerk enkel nog door goederentreinen gebruikt. De overheid begon daarna met busvervoer. Er werden wel steeds nog enkele wagons voor personenvervoer aangekoppeld voor stopplaatsen die afgelegen waren en niet door de TCH bereikt werden.
Geleidelijk aan werd het stratennetwerk van het eiland weliswaar verder uitgebreid en werd de trein steeds irrelevanter. In 1988 werd het spoorwegnetwerk volledig ontmanteld.

## Aftakkingen
Het hoofdgedeelte van de Newfoundland Railway was de 881,6 km tussen St. John's en Channel-Port aux Basques. Het netwerk had gedurende haar bestaan echter ook de onderstaande aftakkingen. Sommige van deze aftakkingen waren reeds ontmanteld toen andere nog niet aangelegd waren; ze bestonden dus niet per se allemaal gelijktijdig.
| Naam                               | Beginpunt            | Eindpunt          | Lengte   |
| ---------------------------------- | -------------------- | ----------------- | -------- |
| Zijspoor via Dunnsmere             | Downtown St. John's  | Western Junction  | 12,9 km  |
| Trepassey Branch                   | Waterford Bridge     | Trepassey         | 128,9 km |
| Brigus Branch                      | Brigus Junction      | Carbonear         | 168,0 km |
| Bay de Verde Branch                | Carbonear            | Bay de Verde      | 77,9 km  |
| Grates Cove Branch                 | Grates Cove Junction | Grates Cove       | 6,8 km   |
| Heart's Content Branch             | Whitbourne           | Heart's Content   | 68,7 km  |
| Broad Cove Branch                  | Blaketown            | Tilton            | 35,4 km  |
| Placentia Branch                   | Placentia Junction   | Placentia         | 31,4 km  |
| Argentia Branch                    | Placentia            | Argentia          | 5,1 km   |
| Shoal Harbour–Bonavista Branch     | Shoal Harbour        | Bonavista         | 143,4 km |
| Port Union Branch                  | Port Union Junction  | Port Union        | 3,2 km   |
| Lewisporte Branch                  | Notre Dame Junction  | Lewisporte        | 15,1 km  |
| Terrenceville Branch               | Northern Bight       | Terrenceville     | ?        |
| Harmon Field Branch                | White's Road         | Harmon Field      | 16,1 km  |
| Grand Falls Central Railway        | Grand Falls          | Botwood           | 35,4 km  |
| Bell Island Transportation Co.     | Ferry Wharf          | Upper Bell Island | 0,8 km   |
| Newfoundland Iron Ore Railway      | Lower Island Cove    | Old Perlican      | 11,3 km  |
| Millertown Railway/Buchans Railway | Millertown Junction  | Millertown        | 31,2 km  |
| Harpoon Railway                    | Millertown           | Harpoon Brook     | 30,6 km  |

## T'Railway
De bedding van het hoofdgedeelte van de voormalige spoorweg werd omgevormd tot een 883 km lang recreatief pad. Het is sinds 1997 erkend als het Provinciaal Park Newfoundland T'Railway. Het kan gebruikt worden door wandelaars, fietsers, ruiters en quad's en in de winter ook door langlaufers en sneeuwscooteraars.

## Galerij

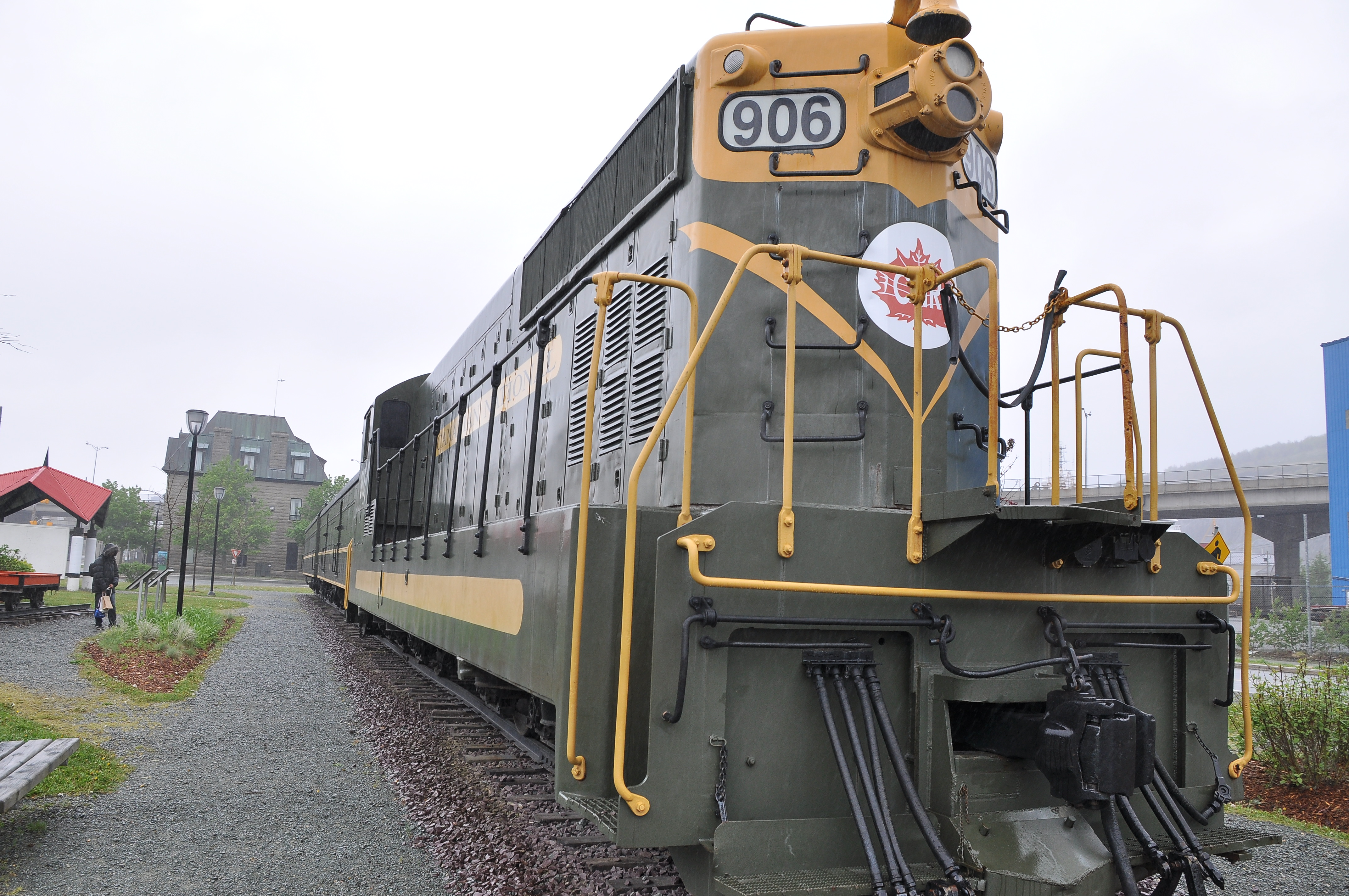
Locomotief die op de Newfoundland Railway gebruikt werd tussen 1953 en 1988, bewaard bij het Railway Coastal Museum te St. John's
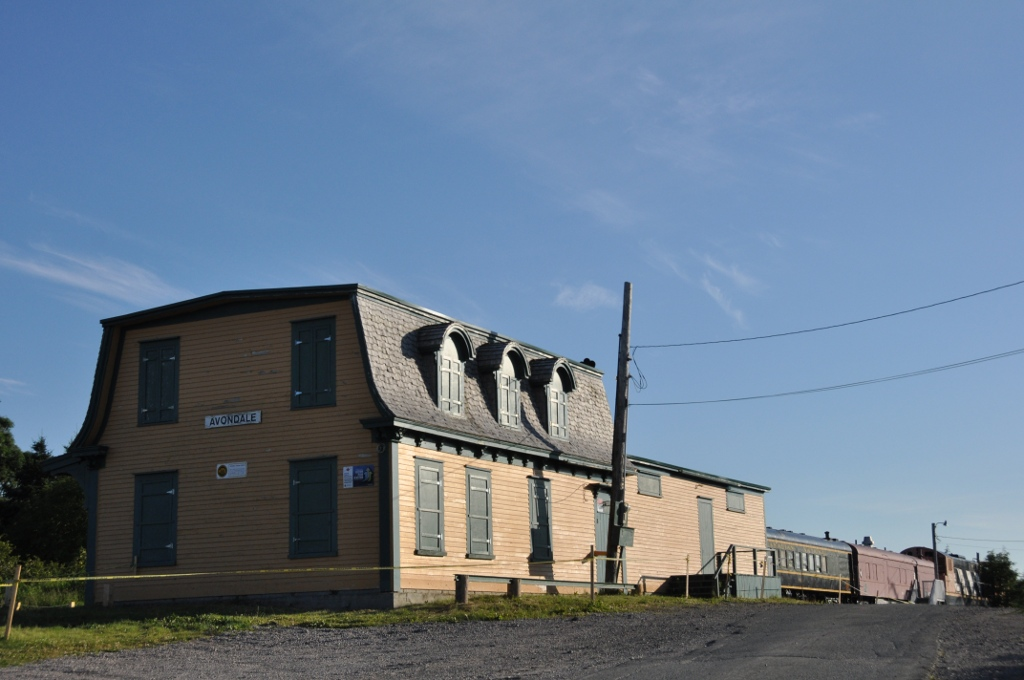
Het station van Avondale, een van de stations die bewaard bleef na de ontmanteling
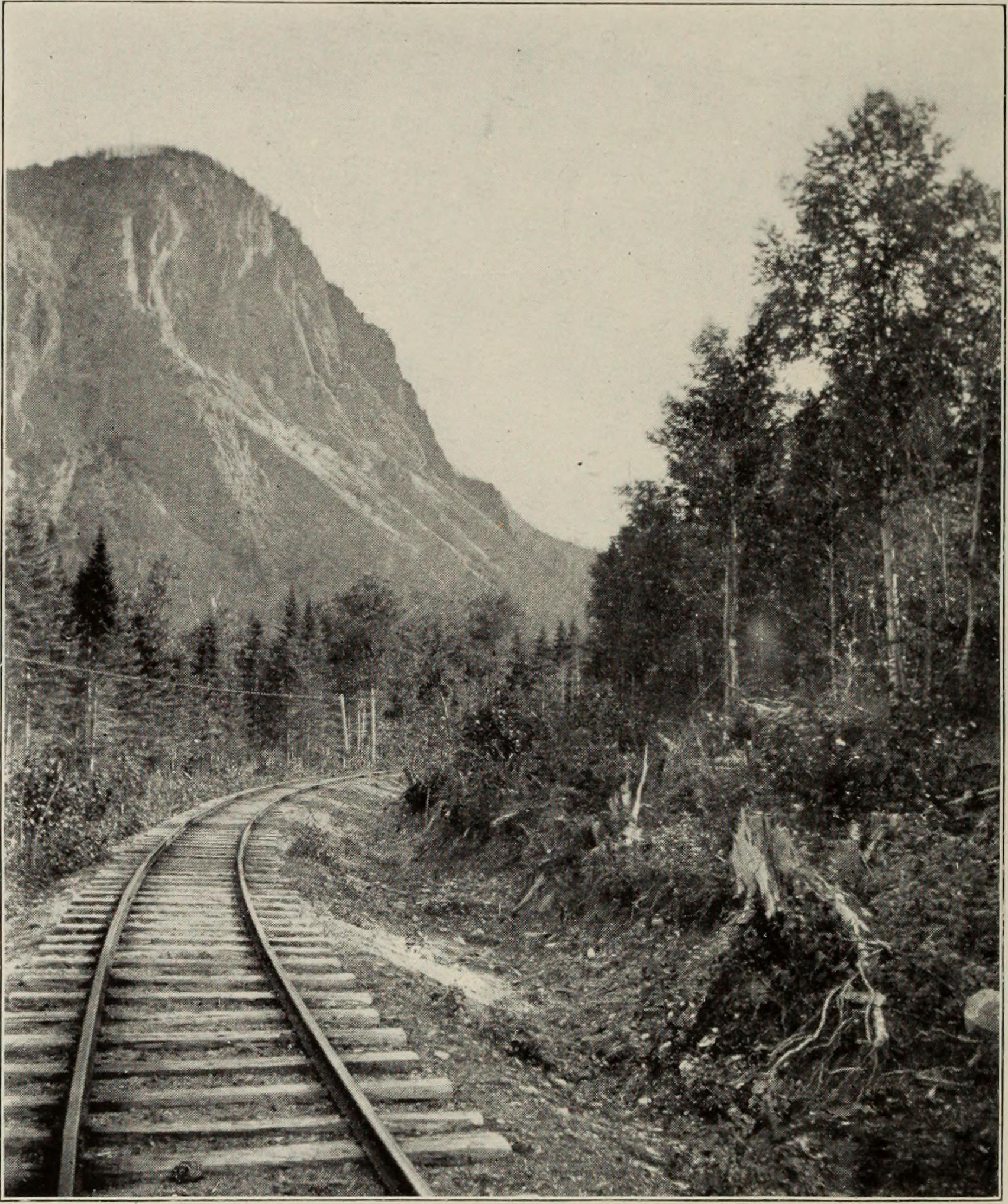
Een vroeg-20e-eeuws zicht op een stuk spoorlijn nabij Deer Lake
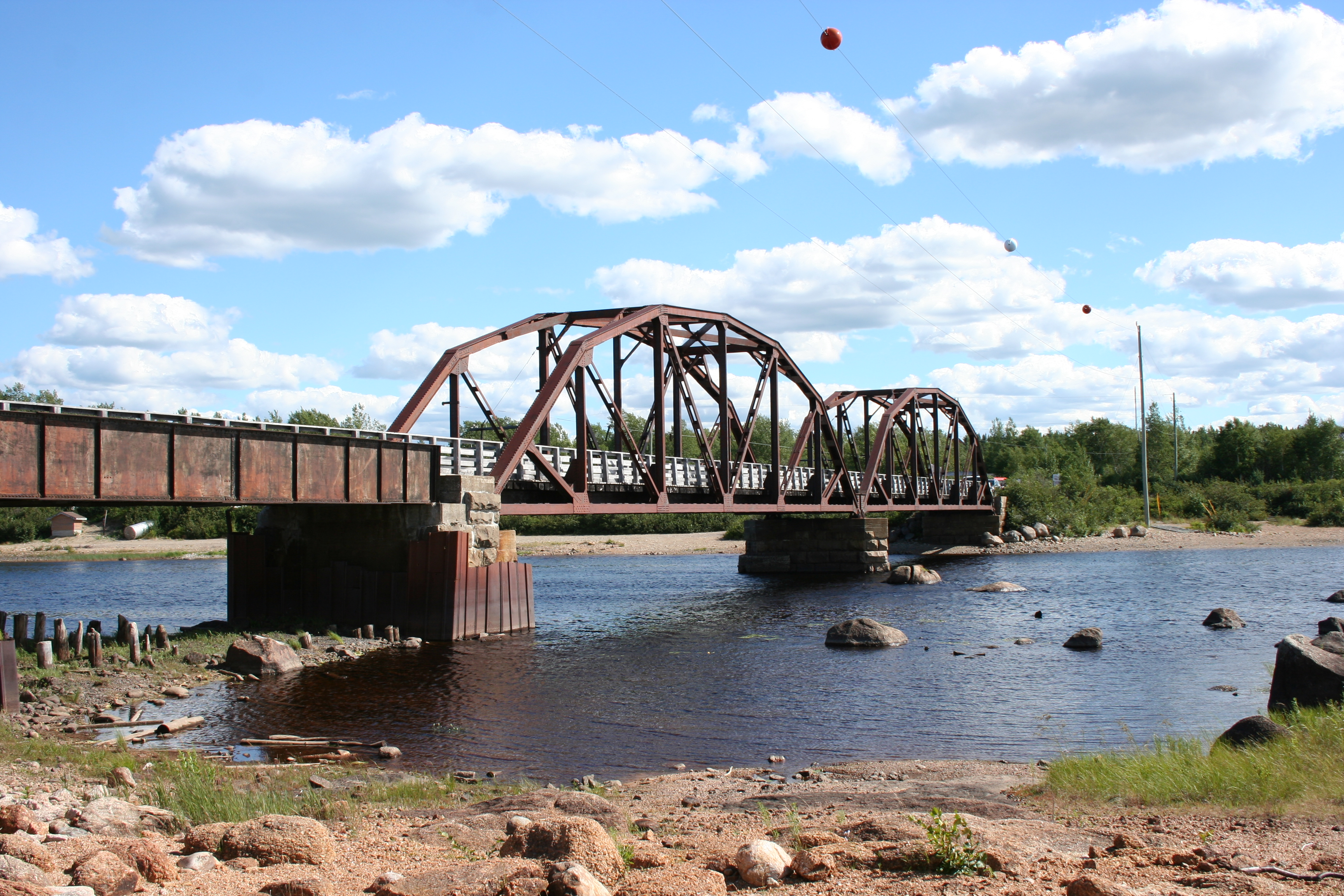
Oude spoorwegbrug in Terra Nova
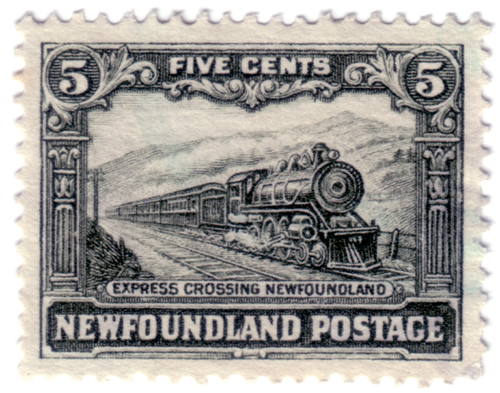
Newfoundlandse postzegel met een locomotief

## Trivia
- Daar de treinen op de Newfoundland Railway notoir traag reden, werden ze vaak liefkozend en ironisch de Newfie bullet ("Newfoundlandse kogel") genoemd.
- De extreem winderige streek Wreckhouse, in het zuidwesten van het eiland, wordt zo genoemd als verwijzing naar treinen die soms letterlijk van de sporen geblazen werden.[2]